# Ruperto Ferreira
Ruperto Ferreira Gómez (Altamar 4 de septiembre de 1845- Bogotá el 14 de marzo de 1912) fue un ingeniero, matemático y político colombiano.
Miembro del Partido Conservador.

## Biografía
Nació en altamar, cerca de Santa Marta
Estudió en la Escuela de Literatura y Filosofía, graduándose de bachiller en 1868; ese mismo año ingresó a la recién creada Universidad Nacional de Colombia, en la Facultad de Ingeniería. La carrera, que tardaba cinco años, fue cursada, por Ferreira, en todas las materias en tan sólo dos años graduándose el 29 de noviembre de 1870, obteniendo calificaciones sobresalientes por decisión unánime de los jurados; convirtiéndose en el primer ingeniero graduado en la historia de Colombia, al recibir el título de Ingeniero Civil y Militar en 1870, de manos del Rector Manuel Ancízar. 
Desde 1870, hasta 1905, estuvo vinculado como profesor de la Facultad de Ingeniería de la Universidad Nacional, dictando las más variadas materias y llegando a ser su rector entre 1902 y 1905.
Fue protagonista en la construcción del andamiaje ferroviario del país.
Fue nombrado Ministro de Fomento en 1890, y de Hacienda en dos ocasiones, entre 1892 y 1893 y entre 1903 y 1904.
En 1912 regresó a la docencia en la Universidad Nacional y durante una clase de geometría analítica sufrió un derrame cerebral, falleciendo allí mismo. 

### Ilustrador secreto
Su pasión secreta, descubierta póstumamente fue la pintura, de la que se conservan algunos álbumes de bocetos y acuarelas. 
"Entre las diversas tareas docentes, los cargos oficiales, las polémicas religiosas y filosóficas, la paciente agrimensura de la Sabana y los abnegados trabajos de exploración para el tendido de líneas férreas, Ruperto Ferreira, casi en secreto y para su propio uso, elaboró un conjunto de apuntes a lápiz, pluma y acuarela, con especial predilección por la flora y el paisaje, aunque se encuentran también algunos bocetos y acuarelas de animales y figuras humanas.
Su obra gráfica conocida está formada, por dos álbumes de pequeño formato, con unas 90 ilustraciones en total, donde se destacan, por su rico colorido y cuidadoso dibujo, las flores y los animales... Es posible notar las dificultades que tenía el autor con la anatomía tomada del natural, presumiéndose que en ocasiones debía recurrir a la copia de fotografías o pinturas, práctica muy común en aquel tiempo."

## Obras
"Prolífico escritor, sus artículos  en diversos temas de literatura, filosofía, ingeniería y matemáticas aparecieron en distintos periódicos y revistas del país. Entre sus trabajos matemáticos destacamos su artículo El Postulado de Euclides en el cual encuentra los errores de la demostración de Hermógenes Wilson (Anales de Ingeniería, Vol. I, 171-172) y su Curso Elemental de Matemáticas Superiores, publicado en cinco entregas en los Anales de Ingeniería (Anales de Ingeniería, Vol. II, pp. 46-53, 70-76, 98-102, 129-136, 237-244).  Se trata de seis lecciones obre progresiones, logaritmos, el binomio de Newton, ecuaciones de segundo grado, nociones de trigonometría, y algunas fórmulas para áreas y volúmenes de figuras geométricas. La exposición es clara y ordenada sin entrar en muchos detalles y bastante elemental como indica el título mismo."
- Problema de geometría, La Caridad Vol. 1 no. 8 (1864)p127
- Gravedad, Anales de Ingeniería Bogotá Vol. 2, no. 14 (1888), 37-41
- Curso elemental de matemáticas superiores, Anales de Ingeniería Vol. 2, no. 14 (1888), 46-53. Anales de Ingeniería Vol. 2, no. 15 (1888), 70-76. Anales de Ingeniería Vol. 2, no. 16 (1888), 98-102. Anales de Ingeniería Vol. 2, no. 17 (1888), 129-135. Anales de Ingeniería Vol. 2, no. 20 (1889), 237-244
- Ferrocarril de la Sabana, Anales de Ingeniería Vol. 3, no. 25 (1889), 5-11
- Trisección del ángulo, Anales de Ingeniería Vol. 6, no. 70 (1893), 289-291
- El método Halstrom para determinar la densidad de los líquidos, Anales de Ingeniería Vol. 7, no. 82-84 (1894), 320-324
- Cuadratura del círculo, Anales de Ingeniería Vol. 10, no. 119-120 (1898), 207-208
- Las enseñanzas en la Facultad de Matemáticas, Anales de Ingeniería Vol. 11, no. 128 (1899), 110-115
- La cantidad, Anales de Ingeniería Vol. 12, no. 146 (1905), 289-297
- Sociedad de Ciencias Agronómicas, Anales de Ingeniería Vol. 12, no. 147 (1905), 321-323
- Nuestros ferrocarriles, Anales de Ingeniería Vol. 12, no. 148 (1905) 357-363. Anales de Ingeniería Vol. 13, no. 154 (1905), 161-162. Anales de Ingeniería Vol. 17, no. 199 (1909), 66-69
- Los paralogismos matemáticos, Anales de Ingeniería Vol. 15, no. 184 (1908), 366-367
- Pendiente de los caminos, Anales de Ingeniería Vol. 16, no. 191-192 (1909), 199-200
- Causalidad, Anales de Ingeniería Vol. 17, no. 207-208 (1910), 340-342

## Familia
Biznieto del prócer de la independencia José Acevedo y Gómez, su madre era hija de la escritora Josefa Acevedo de Gómez. Se casó con Irene Maldonado Bernal el 26 de noviembre de 1875, y luego con Ana Joaquina Maldonado Bernal el 24 de octubre de 1879.